# Tubenschlüssel

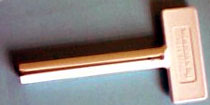
Einfacher Tubenschlüssel

Der Tubenschlüssel ist ein meist aus Kunststoff, traditionell aber aus Metall bestehendes, handliches Werkzeug zum nahezu restlosen Entleeren von Tuben jeglicher Art. Dazu wird die Tube mit einem Ende in einen Spalt eingeführt und dann mit Hilfe des Tubenschlüssels sehr eng und gleichmäßig aufgerollt und dabei ausgequetscht.
Diese Bauform des Tubenschlüssels funktioniert bei Tuben, die nach Verbiegen ihre Form beibehalten, also z. B. Metall-Tuben mit Tomatenmark.

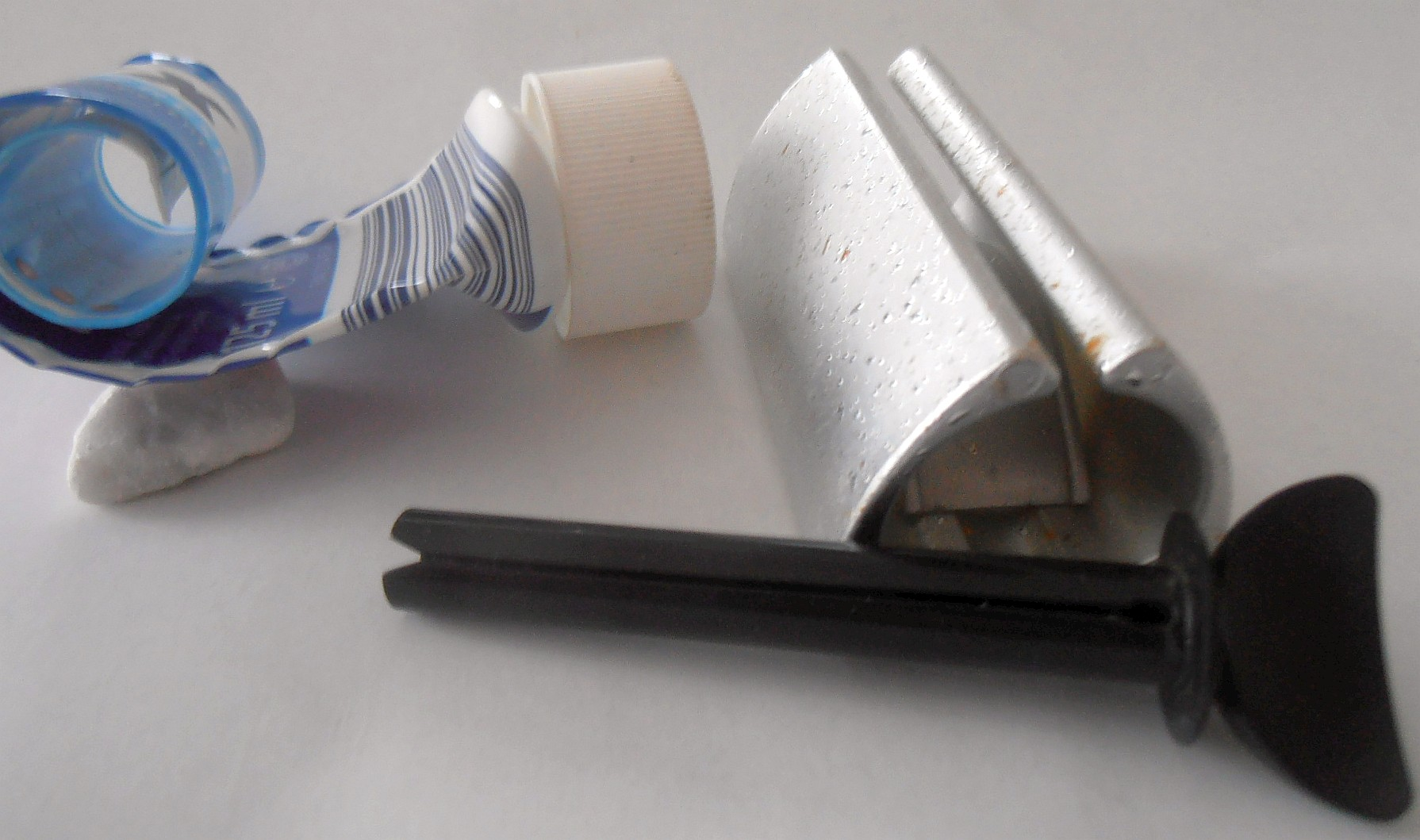
Tubenschlüssel mit Gehäuse

Das andere Bild zeigt einen Tubenschlüssel, der in einem Gehäuse geführt wird. Mittels Federkraft wird der Schlüssel samt aufgerollter Tube nach oben gedrückt, um das enge Aufwickeln zu gewährleisten sowie das Wiederentrollen zu verhindern.
Diese Bauform wird verwendet für Tuben, die nach Verformung in ihre frühere Form zurückkehren möchten, also z. B. Kunststoff-Tuben mit Zahnpasta. Hier wird die Rückkehr durch das Gehäuse verhindert.